# Peperomia urocarpoides
Peperomia urocarpoides är en pepparväxtart som beskrevs av C. Dc.. Peperomia urocarpoides ingår i släktet peperomior, och familjen pepparväxter. Inga underarter finns listade i Catalogue of Life.